# Tonquin
Tonquin foi um navio mercante  dos Estados Unidos que participou no comércio marítimo de peles no início do século XIX. O veleiro com 3 mastros pertenceu a John Jacob Astor.

## História
O navio, construído em Nova Iorque em 1807 tinha 290 toneladas e foi usado pela Companhia de Peles do Pacífico de John Jacob Astor no estabelecimento de postos de comércio na costa noroeste da América do Norte, incluindo Fort Astoria na foz do rio Colúmbia.

## Naufrágio
A embarcação foi atacada por um homem com uma bomba, incendiado e afundado no estreito de Clayoquot Sound próximo da Ilha Vancouver na Colúmbia Britânica poucas semanas depois de ter deixado o rio Colúmbia numa disputa com os povos indígenas do estreito conhecidos como Tla-o-qui-aht. Os poucos sobreviventes fugiram do local em uma canoa.